# 孙继炼
孙继炼（1960年10月—），男，北京人，中华人民共和国新闻工作者，现任《解放軍報》总编辑，中国人民解放军少将军衔，资深军旅记者。

## 生平
孙继炼曾先后在广州军区记者站、二炮记者站、武警部队记者站工作。曾任解放军报总编室主任、时事部主任。
2012年任《解放軍報》副总编辑（副军级）。2013年调任解放军电视宣传中心主任，同年晋升少将军衔。2015年12月，《解放军报》发表署名为社长李秀宝、总编孙继炼的文章，表明孙继炼已经接替谭健少将，担任《解放軍報》总编辑、编辑委员会副主任，跻身正军级行列。
2016年11月9日，当选为中华全国新闻工作者协会副主席。